# Ragna Nielsen
Pour les articles homonymes, voir Ullmann et Nielsen.
Ragna Vilhelmine Ullman Nielsen, née le 17 juillet 1845 à Kristiania (aujourd'hui Oslo) et morte le 29 septembre 1924 dans la même ville, est une éducatrice et féministe norvégienne. Pionnière de l'éducation, fondatrice de la première école mixte de Norvège, elle est également impliquée dans le combat pour les droits des femmes.

## Biographie
Elle est la fille du procureur général Jørgen Axel Nicolai Ullmann (1811-1862) et de sa femme, la critique littéraire et féministe Cathrine Johanne Fredrikke Vilhelmine Dunker (1816-1915). De par sa mère, elle est la nièce du physicien Christopher Hansteen et la petite-nièce de la peintre Aasta Hansteen. Elle a également un frère, l'éducateur Viggo Ullmann (en), ce qui fait d'elle la grand-tante de Liv Ullmann. Troisième enfant d'une fratrie de cinq, elle fréquente l'école des filles fondée par sa mère de 1852 à 1858 avant de partir pour l'école privée pour filles de Hartvig Nissen jusqu'en 1860.
Nielsen commence à donner des cours particuliers à l'âge de 15 ans dans l'école de filles de Nissen pour aider financièrement sa mère. Après avoir fini ses études en 1863, elle est considérée comme l'une des premières enseignantes professionnelles du pays  et continue d'enseigner jusqu'en 1879 à l'école Nissen. Cette année-là, elle se marie et déménage à Tromsø où elle obtient un poste à l'école publique pour filles ainsi qu'un poste de professeur en allemand, norvégien et français à l'école des garçons, ce qui est peu courant à l'époque. Divorcée, elle revient à Kristiania en 1884.
En 1885, elle fonde la Fru Nielsens Latin- og Realskole (L'école latine et réelle de Madame Nielsen) à Oslo qui va de la maternelle au secondaire, donne des cours de latin obligatoires et possède un gymnase mixte. L'école devient l'une des plus importantes de la ville mais finit par fermer en 1927. Elle est la première femme directrice de lycée en Norvège.
Membre du groupe des fondatrices de l'Association norvégienne pour les droits des femmes, elle prend sa tête pendant presque dix ans (1886-1888 puis 1889-1895) durant lesquelles l'association travaille sur les sujets touchant à la moralité et à l'amélioration de la sécurité juridique des femmes. Ragna Nielsen a pour objectif le libre accès à toutes les professions, à tous les domaines de l'éducation  et à la pleine égalité en matière de droits civils et juridiques. Pour elle : « La destiné des femmes est précisément la même que celle des hommes, celle de devenir des êtres humains ». Bien que conservatrice sur le sujet du droit de vote des femmes et des droits de succession des enfants nés hors mariage, elle attaque les positions de l'Église sur les femmes et soutient le roman Albertine de Christian Krohg lorsqu'il fait scandale.

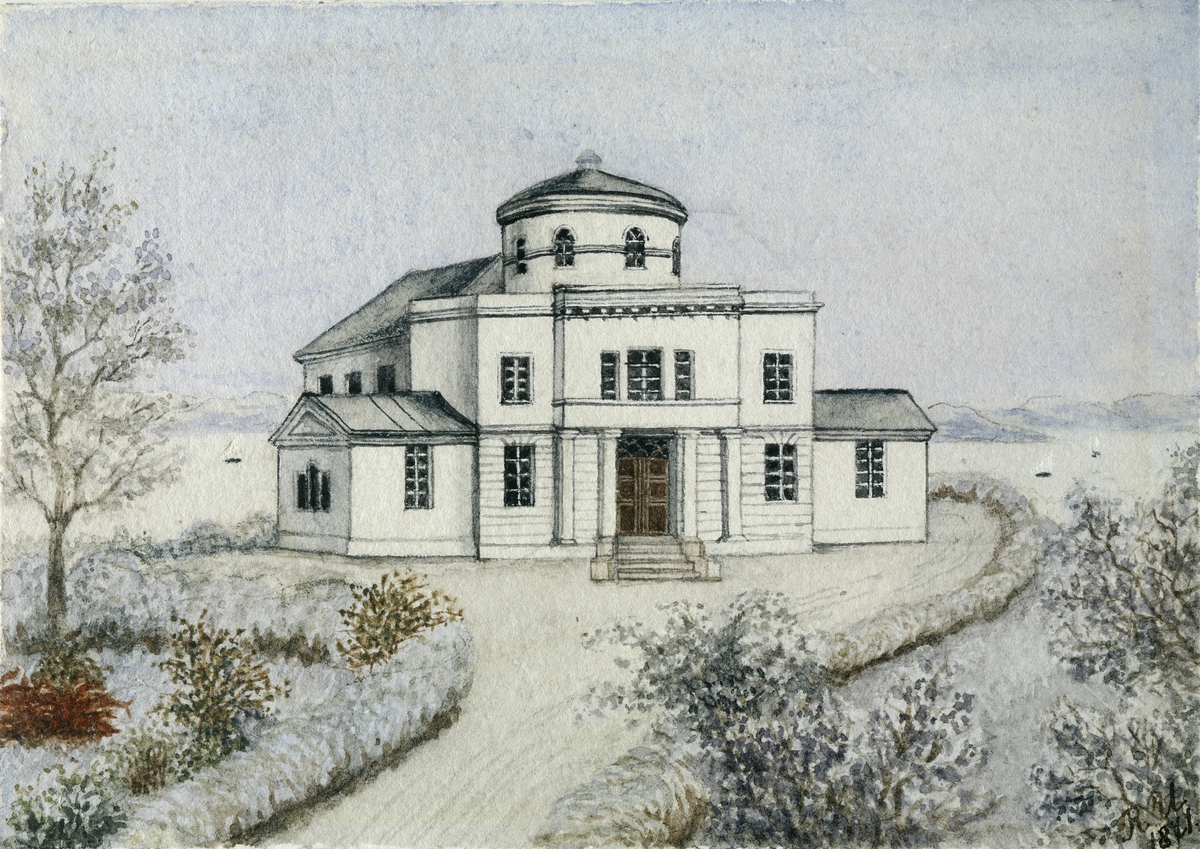
L'Observatoire d'Oslo peint à l'aquarelle par Ragna Nielsen en 1871. Conservé au Musée de la ville d'Oslo.

En 1903, Ragna Nielsen fait aussi partie des fondatrices de la Kvindestemmeretsforeningen en 1898 et siège au conseil d'administration de 1903 à 1913, année de sa dissolution, et sert également en tant que présidente en 1909-1910. Parmi ses autres affiliations, on trouve la Norsk Fredsforening (Association norvégienne pour la paix), la Læseforening for kvinder (Société de lecture pour femmes) ou encore de la Hjemmenes Vel (en) (Bien-être à domicile) qui regroupe des femmes aux foyer.
En 1906, elle fait partie des six premières femmes élues au conseil municipal de Kristiania. Pour être élue, elle modifie son discours sur le suffrage féminin et accepte de soutenir un suffrage réservé aux femmes sous condition de revenus. Elle considère qu'une minorité de femmes a atteint le niveau d'éducation et d'autonomie pour pouvoir voter par elles-mêmes, une position très controversée à l'époque.
Intéressée par le spiritisme, croyant aux liens entre vivants et morts et pratiquant l'écriture automatique, elle fonde la Norsk Selskap for Psykisk Forskning (Société norvégienne de recherche psychique).
Elle cofonde le magazine Norske Kvinder en 1921. En tant que critique littéraire, elle analyse la poésie de Henrik Ibsen et Bjørnstjerne Bjørnson sous le spectre du genre.

## Œuvres
- Norske kvinder i det 19de aarhundrede, 1904
- Bare en liten hjertefeil, 1915
- Sisyphos og de politiske partier, 1922